# مارسيل فور
مارسيل فور (بالفرنسية: Marcel Faure)‏ هو مبارز بالسيف فرنسي، (و. 1905 – 1984 م).شارك في منافسات المبارزة بأولمبياد عام ١٩٣٦م.

## وصلات خارجية
- مارسيل فور على موقع اللجنة الأولمبية الدولية (الإنجليزية)
- مارسيل فور على موقع أوليمبيديا (الإنجليزية)